# Lovci na šubare
Lovci na šubare je prvi studijski album skupine Bolesna braća objavljen 4. srpnja 2000. u Menart Recordsu.
Jedna od njihovih uspješnih pjesama "Počasna loža" uvrštena je u kompilaciju Speaking In Tongues. Također je uvrštena i u američko - britanski film Ljubav prije svega.
Dobitnici Porina 2001. u kategoriji Najbolji album hip hop glazbe za album Lovci na šubare.

## Popis pjesama
| Br. | Skladba                       | Gostovanja                     | Trajanje |
| --- | ----------------------------- | ------------------------------ | -------- |
| 1.  | »Lovci na šubare«             |                                | 4:21     |
| 2.  | »Al Dente (Intro)«            |                                | 0:36     |
| 3.  | »Al Dente«                    |                                | 2:30     |
| 4.  | »Čiča mića«                   |                                | 4:28     |
| 5.  | »Dame biraju«                 |                                | 4:52     |
| 6.  | »Čarobna frula«               | General Woo & Gospodin Zelenko | 4:02     |
| 7.  | »Baby Dooks (Skit)«           |                                | 0:09     |
| 8.  | »Šta me gledaš«               |                                | 3:49     |
| 9.  | »Puca me špica«               |                                | 4:11     |
| 10. | »Bolesna Braća (Skit)«        |                                | 0:24     |
| 11. | »Lovačke priče«               |                                | 4:22     |
| 12. | »Ozbiljna«                    | Target                         | 5:12     |
| 13. | »Nuklearna«                   |                                | 3:59     |
| 14. | »Mamuti«                      | Nered                          | 3:14     |
| 15. | »Počasna loža«                | Dash, Koolade                  | 4:27     |
| 16. | »Shoobare Means... (Skit)«    |                                | 0:08     |
| 17. | »Sex«                         | Target                         | 5:02     |
| 18. | »Loofty Nah Shoobare (Outro)« |                                | 1:08     |
| 19. | »Blowin' Up Your Sector«      |                                | 4:48     |
| 20. | »U Must Know (About ZG)«      | Phat Phillie, General Woo      | 3:59     |